# Les Yeux bandés (film, 1965)
Pour les articles homonymes, voir Blindfold et Les Yeux bandés.
Pour plus de détails, voir Fiche technique et Distribution.
Les Yeux bandés (titre original : Blindfold) est un film américain réalisé par Philip Dunne, sorti en 1965.

## Synopsis
Un éminent psychiatre, le Dr Snow, suit un scientifique qui souffre de troubles émotionnels. Tous les deux sont enlevés par une organisation secrète qui cherche à accaparer le fruit des recherches du savant.

## Fiche technique
- Titre : Les Yeux bandés
- Titre original : Blindfold
- Réalisation : Philip Dunne
- Adaptation : Philip Dunne et W.H. Menger, d'après Lucille Fletcher (roman)
- Photographie : Joseph MacDonald
- Montage : Ted J. Kent
- Musique : Lalo Schifrin
- Producteur : Marvin Schwartz
- Sociétés de production : Universal Pictures, 7 Pictures
- Sociétés de distribution : Universal Pictures, Rank Film Distributors
- Pays de production :  États-Unis
- Langue : anglais, italien
- Format : Couleur (Technicolor) — 35 mm — 2,35:1 — Son : Mono (Westrex Recording System)
- Genre : Comédie, Film policier, Thriller, Comédie policière
- Durée : 102 minutes
- Dates de sortie : 
  - États-Unis : 25 mai 1966 (New York)
  - Royaume-Uni : 7 novembre 1966

## Distribution
- Rock Hudson (VF : Jean-Claude Michel) : Dr Bartholomew Snow
- Claudia Cardinale (VF : Michèle Bardollet) : Vicky Vincenti
- Jack Warden (VF : Jacques Beauchey) : Général Prat
- Guy Stockwell (VF : Roger Rudel) : James Fitzpatrick
- Brad Dexter (VF : André Valmy) : Détective Harrigan
- Vito Scotti : Michelangelo Vincenti
- Angela Clarke (VF : Lita Recio) : Lavinia Vincenti
- Anne Seymour (VF : Jacqueline Carel) : Smity, la secrétaire du Dr Snow
- Hari Rhodes (VF : Jean Amadou) : Capitaine Davis
- Ned Glass (VF : Georges Riquier) : Lippy
- Mort Mills (VF : Lucien Bryonne) : Homburg
- Roy Jenson (VF : Jean Berton) : le tireur sur hydroglisseur
- Ted Knight (VF : Jean-Pierre Dorat) : Dr Bob Berford

Acteurs non crédités :
- Frank Campanella (VF : Serge Nadaud) : Policier
- Chuck Roberson : Comparse de Fitzpatrick